# Ignacio Vidal Miralles
Ignacio Vidal Miralles, meglio noto come Nacho Vidal (El Campello, 24 gennaio 1995), è un calciatore spagnolo, difensore del Real Oviedo.

## Carriera
Cresciuto nei settori giovanili di Hércules e Valencia, dopo aver giocato per tre stagioni con il Valencia Mestalla il 4 maggio 2017 rinnova con i Taronges fino al 2020. Il 18 agosto compie il suo esordio tra i professionisti, giocando da titolare la partita vinta per 1-0 contro il Las Palmas.
Il 13 luglio 2018 viene acquistato dall'Osasuna, con cui firma un quadriennale.

## Statistiche

### Presenze e reti nei club
Statistiche aggiornate al 26 gennaio 2023.
| Stagione        | Squadra         | Campionato      | Campionato | Campionato | Coppe nazionali | Coppe nazionali | Coppe nazionali | Coppe continentali | Coppe continentali | Coppe continentali | Altre coppe | Altre coppe | Altre coppe | Totale | Totale |
| Stagione        | Squadra         | Comp            | Pres       | Reti       | Comp            | Pres            | Reti            | Comp               | Pres               | Reti               | Comp        | Pres        | Reti        | Pres   | Reti   |
| --------------- | --------------- | --------------- | ---------- | ---------- | --------------- | --------------- | --------------- | ------------------ | ------------------ | ------------------ | ----------- | ----------- | ----------- | ------ | ------ |
| 2017-2018       | Valencia        | PD              | 7          | 1          | CR              | 2               | 0               | -                  | -                  | -                  | -           | -           | -           | 9      | 1      |
| 2018-2019       | Osasuna         | SD              | 38         | 0          | CR              | 0               | 0               | -                  | -                  | -                  | -           | -           | -           | 38     | 0      |
| 2019-2020       | Osasuna         | PD              | 30         | 0          | CR              | 3               | 1               |                    | -                  | -                  |             | -           | -           | 33     | 1      |
| 2020-2021       | Osasuna         | PD              | 34         | 0          | CR              | 3               | 0               |                    | -                  | -                  |             | -           | -           | 37     | 0      |
| 2021-2022       | Osasuna         | PD              | 35         | 0          | CR              | 2               | 0               |                    | -                  | -                  |             | -           | -           | 37     | 0      |
| 2022-2023       | Osasuna         | PD              | 20         | 0          | CR              | 2               | 1               |                    | -                  | -                  |             | -           | -           | 22     | 1      |
| 2023-gen. 2024  | Osasuna         | PD              | 7          | 1          | CR              | 1               | 0               | UECL               | 0                  | 0                  | SS          | 0           | 0           | 8      | 1      |
| Totale Osasuna  | Totale Osasuna  | Totale Osasuna  | 164        | 1          |                 | 11              | 2               |                    | 0                  | 0                  |             | 0           | 0           | 175    | 3      |
| 2023-2024       | Maiorca         | PD              | 5          | 0          | CR              | -               | -               | -                  | -                  | -                  | -           | -           | -           | 5      | 0      |
| Totale carriera | Totale carriera | Totale carriera | 176        | 2          |                 | 13              | 2               |                    | 0                  | 0                  |             | 0           | 0           | 189    | 4      |